# Héritier apparent
 (septembre 2020).
Si vous disposez d'ouvrages ou d'articles de référence ou si vous connaissez des sites web de qualité traitant du thème abordé ici, merci de compléter l'article en donnant les références utiles à sa vérifiabilité et en les liant à la section « Notes et références ».
Héritier apparent (en anglais : heir apparent) est un terme du droit de la Common law. Il désigne un héritier qui est premier dans l'ordre de succession et qui ne peut être empêché d'hériter par la naissance d'une autre personne. Dans ce contexte, le terme est utilisé en contraste avec celui d'« héritier présomptif » (en anglais : heir presumptive), qui pourrait être déplacé dans l'ordre de succession par la naissance d'un héritier plus admissible.
Ces termes sont généralement utilisés pour les pairies, les titres de noblesse et les monarchies héréditaires ; dans ce dernier cas, l’héritier apparent se confond avec le prince héritier.

## Note d’usage
En français, l'expression « héritier présomptif » est commune pour désigner l’héritier présumé, qu’il puisse ou non être déchu de la première place dans l’ordre de succession.